# Kiełbaski (Strożyska)
Kiełbaski – część wsi Strożyska w Polsce, położona w województwie świętokrzyskim w powiecie buskim w gminie Nowy Korczyn.
W latach 1975–1998 Kiełbaski administracyjnie należały do województwa kieleckiego.